# Forte Ceraino

Plan des Werks nach einer Arbeit des k.u.k. Evidenzbureaus (Archiviert nach 1867)

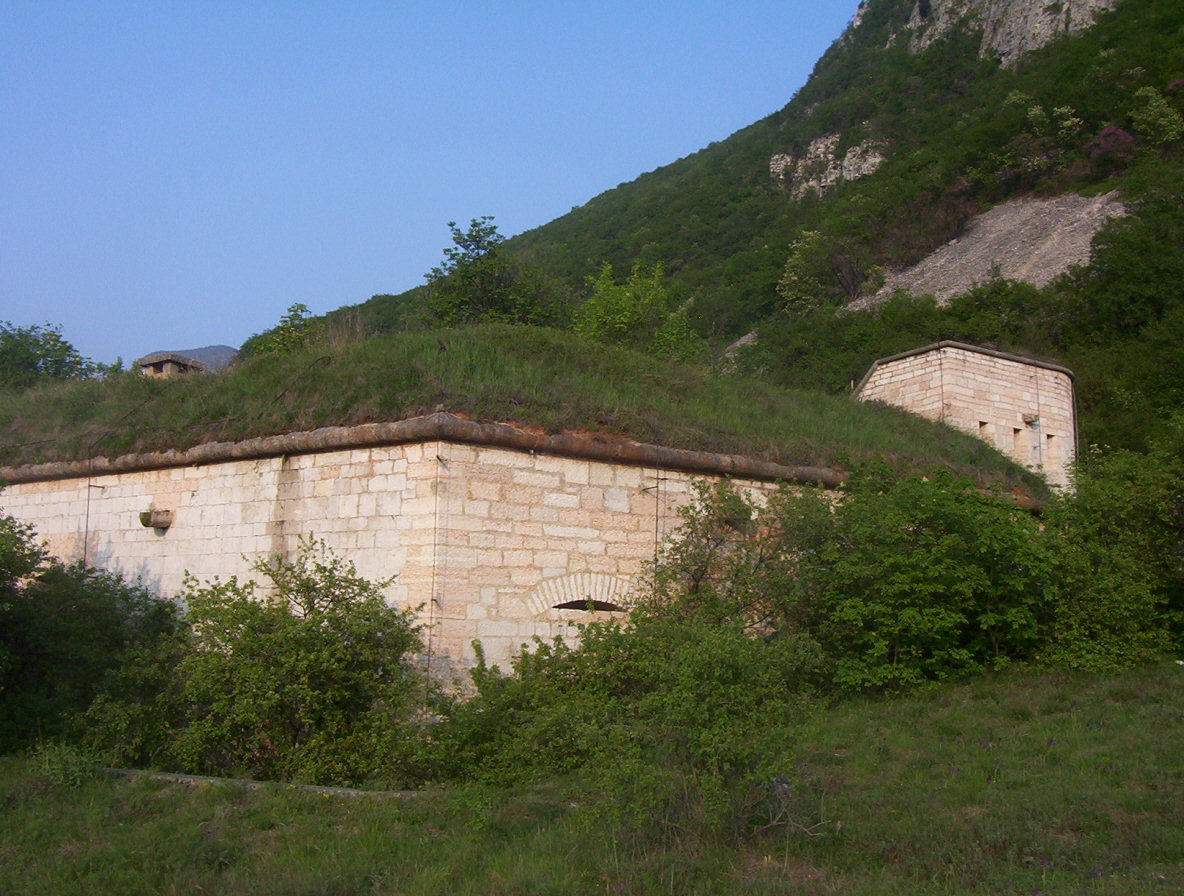
Forte Ceraino – rechts hinten der Kehlkoffer

Eingang zum Fort. Oben erkennt man die Schlitze für die Zugbrückenketten. Die eisernen Buchstaben der Inschrift sind inzwischen verschwunden.

Das Festungswerk Forte Ceraino (bis 1884 Fort Hlawaty) war ursprünglich eine österreichische militärische Liegenschaft im Königreich Lombardo-Venetien, das bis 1866 zum Kaisertum Österreich gehörte. Es liegt links der Etsch auf einem Bergrücken in 236 m Höhe in der Fraktion Ceraino der Gemeinde Dolcè in der heutigen Provinz Verona. Zusammen mit dem gegenüberliegenden Fort Wohlgemuth (jetzt Forte Rivoli) sowie dem Fort Mollinary (jetzt Forte Monte) und der Straßensperre Chiusa (jetzt Forte di Chiusa) bildete es hinter der Sperre von Pastrengo den zweiten Riegel an der Etsch mit der Straße aus dem Süden nach Tirol (Heutige Staatsstraße 12 – SS 12). Die spätere italienische Bezeichnung dafür lautete: „Gruppo di Rivoli“. Das ebenfalls zu dieser Sperrgruppe gehörende Forte San Marco wurde erst nach 1888 von den Italienern erbaut. Bauartbedingt waren die beiden Werke in der Lage, die gesamte Schlucht unter Kreuzfeuer zu nehmen.
Nach den Aufständen in der Lombardei 1848 wurden vor der damaligen Tiroler Grenze zu Venetien zwei Sperrgruppen angelegt, die eventuellen gegnerischen Truppen hier den Durchzug durch das Tal der Etsch verwehren sollten.
Erbaut wurde es auf Anregung des Feldmarschall Radetzky in den Jahren 1850–1851 und erhielt den Namen von Feldmarschallleutnant Johann von Hlawaty, der sich um die Militärarchitektur verdient gemacht hatte. Die Planungen für den Bau wurden, wie bei den anderen Werken der Gruppe vom „k.k. Fortifikationsbureau“ in Verona durchgeführt. Die Bauaufsicht lag bei dem Geniemajor Felix von Swiatkiewich.
Nachdem Venetien nach dem Krieg von 1866 für Österreich verloren war, verschob sich die Grenze nach Norden und die südlich gelegenen Festungswerke gingen in den Besitz des Königreichs Italien und somit der Regio Esercito über. Bis zum Jahre 1884 wurde das Fort in großen Teilen umgebaut (die Ausschussöffnungen der Kanonen mussten ja jetzt nach Norden gerichtet werden.) Bei der Wiederindienststellung wurde es in „Forte Ceraino“ umbenannt, womit man der Einfachheit halber den Namen des Weilers benutzte, auf dessen Gebiet das Werk lag.
Auf Grund der veralteten Bauweise, war es bereits bald nach der Fertigstellung als Festungsbau nutzlos geworden, wurde anschließend noch einige Jahre als Munitionsdepot genutzt und dann aufgegeben.

## Allgemeine Angaben
Der Grundriss des Bauwerks ist unregelmäßig, da er durch das als Standort bestimmte Felsplateau vorgegeben war. Erbaut wurde es in hoch aufragendem Mauerwerk aus dem hier vorkommenden Veroneser Marmor (rosso ammonitico) im Stil der damaligen Zeit mit einer wasserundurchlässigen Tonschicht und darüber einer Erdaufschüttung von bis zu zwei Metern auf der Decke. Die rechte Flanke ist an die Felswand angebaut. Zur Sicherung der nach Südosten gelegenen Rückseite mit dem Eingang wurde ein vorgeschobener Kehlkoffer mit Gewehrscharten errichtet. Die ursprünglich primäre Schussrichtung nach Nordwesten und Südwesten wurde nach dem Umbau durch die Italiener in Richtung Nordosten ergänzt. Diese Front mit der bisherigen lediglich krenelierten Mauer wurde durch ein Kasemattenkorps mit acht Geschützemplacemants ersetzt und massiv verstärkt. Weiterhin waren dann noch die bisherigen sechs Geschützkasematten nach Westen und zwei nach Südwesten gerichtet.
Das Fort war zum größten Teil von einem Graben von etwa zehn Metern Breite und drei Metern Tiefe umgeben. Die Wasserversorgung wurde über eine Regenwasserzisterne im Innenhof sichergestellt. Die Anlage wurde über eine Zugbrücke betreten.

## Besatzung und Bewaffnung
Die Kriegsbesatzung bestand aus einer halben bis dreiviertel Kompanie Infanterie und 100 bis 115 Artilleristen.
- Bewaffnung
- 8 Kanonen vom Kaliber 12 oder 15 cm in der Nordbatterie
- 9 Feldgeschütze in den übrigen Kasematten
- 2 bis 4 Schnellfeuergeschütze zur Grabenverteidigung
- 2 bis 4 Mörser

## Heute
Das an und für sich unbeschädigte Bauwerk wurde in den letzten Jahren von den Angehörigen der Staatlichen Forstverwaltung (Corpo forestale dello stato) als Lager genutzt. Zum gegenwärtigen Zeitpunkt steht es leer und ist dem Verfall preisgegeben. Erreichbar ist es vom Weiler Ceraino über eine schmale Militärstraße, die vor dem Fort zum Forte Monte und dem Weiler Monte abzweigt. Auf der Kompass Wanderkarte Nr. 102 ist es nicht verzeichnet.

## Anmerkung
Alle technischen Angaben, auch zu Bewaffnung und Besatzung, beziehen sich nur auf das italienische Fort nach 1884, wie sie unter anderem vom k.u.k. Evidenzbureau eruiert werden konnte. Für die Zeit vor dem Umbau sind zum gegenwärtigen Zeitpunkt keine Angaben vorhanden.
- Siehe auch →Risorgimento

## Literatur

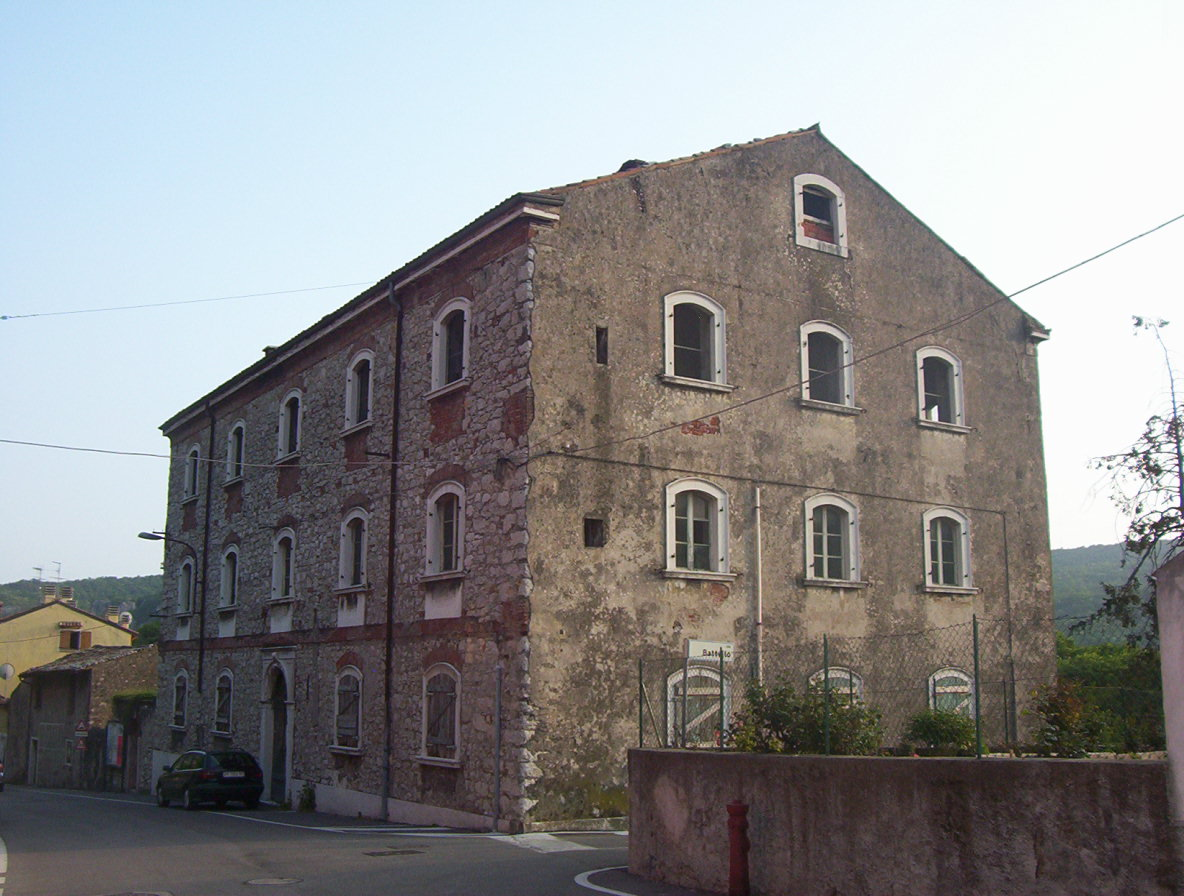
Ehemaliges k.k.-Kommandogebäude in Ceraino